# 文選

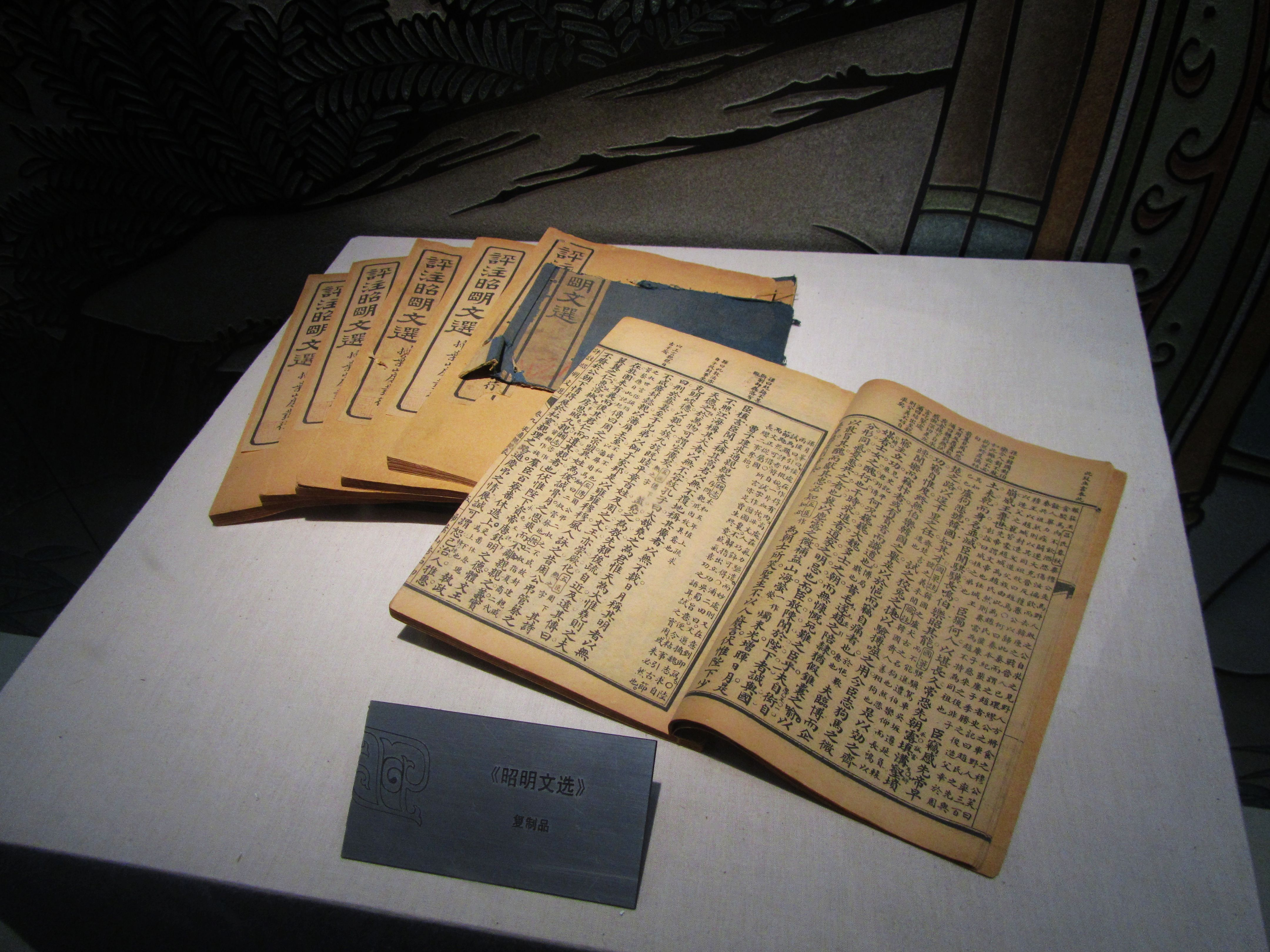
民国扫叶山房印《评注昭明文选》复制品，展出于马鞍山市博物馆。

《文選》，又稱《昭明文選》，是中國現存的最早一部詩文總集，由南朝梁武帝的長子太子蕭統組織文人共同編選。蕭統逝後諡“昭明”，故其主編的這部總集又被稱作《昭明文選》。

## 成書經過
梁武帝的太子蕭統愛好文學，在東宮藏書近三萬卷圖書，“築文選樓，引劉孝威、庾肩吾等，討論墳籍，謂之高齊十學士，成《文選》三十卷。”所謂“十学士”是萧统年幼时萧衍替他拣选的师友，即张缵、张率、张缅、刘孝绰、到洽、陆倕、王筠、王锡、谢举、王规等10人。這部總集分为赋、诗、骚、七、诏、册、令、教、文、表、上书、启、弹事、牋、奏记、书、檄、对问、设论、辞、序、颂、赞、符命、史论、史述赞、论、连珠、箴、铭、诔、哀、碑文、墓志、行状、吊文、祭文。收录极为丰富，选材上等。唯不錄生人，書中所收的作家，最晚的作家陸倕卒於普通七年。
曹丕寫作的《典論》一書早佚，唯一的〈論文〉一章完整保存在《昭明文選》中而不致失傳。《昭明文选》不收王羲之《蘭亭集序》一文，此事在宋代議論紛紛，並出现了各种假说。文選學又稱“選學”，即《文選》之學，於唐朝與五經並駕齊驅，盛極一時。時至北宋年間，民間尚傳謠曰：“《文選》爛，秀才半。”延至元、明、清，有關《文選》的研究亦未嘗中輟。

## 文選的注疏
首先對《文選》作注釋的是《文選》問世六、七十年後的《文選音》，是蕭統的堂侄蕭該對《文選》語詞作的音義解釋。隋唐時期的曹憲、許淹、李善、公孫羅等人將其發展成選學。曹憲撰有《文選音義》。許淹、李善、公孫羅等都曾是曹憲的學生，他們都曾注解《文選》，其中以唐高宗顯慶年間的李善注被認為最好。
唐玄宗開元年間，呂延濟、劉良、張銑、呂向和李周翰五位文臣對《文選》作注釋，稱為五臣注。和李善注相比，五臣注更簡單通俗，但不為學術正統所採納。
宋哲宗元祐九年（1094年）2月的《文選》秀州州學本，是《文選》第一個五臣與李善合併註本；其後的六家注本（即五臣在前李善在後）如廣都裴氏刻本、明州本，是此本的重刻本。又其後，六臣注本（即李善在前五臣在後）如贛州本、建州本，又據六家注本重刻，只不過是將五臣與李善的前後次序調換了一下。
宋孝宗淳熙年間，尤袤所刻《文選》李善注本（尤袤刻本）對後來很有影響。
清嘉慶年間，胡克家據《文選》尤袤刻本，又據宋代吳郡袁氏、茶陵陳氏所刻六臣本以校勘異同，寫成《文選考異》十卷。以後的《文選》傳本多以胡本為底本，如1977年中華書局印本、1986年上海古籍出版社點校本等。
《文選集注》（120卷、存23卷）寫本，注中引及李善及五臣、陸善經、《音决》《鈔》諸書，注末往往有今案語。編者佚名，今存日本。

## 版本列表
- 隋代蕭該《文選音》
- 唐代曹憲《文選音義》
- 宋代秀州州學本《文選》60卷
- 宋代廣都裴氏刻六家註刊本《文選》60卷
- 宋代明州刊本六家註刊本《文選》60卷
- 宋代贛州六臣註刊本《文選》60卷 → 藏於中華民國國家圖書館，登錄為中華民國重要古物
- 宋代建州六臣註刊本《文選》60卷 → 藏於中華民國國家圖書館，登錄為中華民國國寶
- 宋代吳郡袁氏刻六臣註刊本《文選》60卷
- 宋代茶陵陳氏刻六臣註刊本《文選》60卷
- 宋代尤袤刻李善註刊本《文選》60卷 → 藏於中華民國國家圖書館，登錄為中華民國重要古物
- 宋代劉頒《文選類林》
- 宋代高似孫《文選句圖》
- 元代方回《文選顏鮑謝詩評》
- 明代王象乾《文選刪註》
- 明代陳與郊《文選章句》
- 明代劉履《文選補註》
- 明代凌迪知《文選錦字》
- 明代胡煥文《文選粹語》
- 清代杭世駿《文選課虛》
- 清代石韞玉《文選編珠》
- 清代胥斌《文選集腋》
- 清代洪若皋《文選越裁》
- 清代吳湛《選詩定論》
- 清代董正揚《文選集律》
- 清代梁章鉅《文選旁證》46卷
- 清代汪師韓《文選理學權輿》 8卷
- 清代孫志祖《文選理學權輿補》 1卷
- 清代張雲璈《選學膠言》20卷
- 清代朱珔《文選集釋》14卷
- 清代胡紹瑛《文選箋證》30卷
- 清代許巽行《文選筆記》8卷
- 清代何焯《義門讀書記》5卷
- 清代陳景雲《文選舉正》6卷
- 清代於光華《文選集評》15卷
- 清代胡克家《文選考異》10卷

## 對日本的影響
該書在古时傳入日本，並成為平安時代貴族必讀書籍之一。而後該書許多詞彙吸入日語中，且現今仍在使用，如英雄、榮華、炎上、解散、禍福、家門、岩石、器械、奇怪、行事、凶器、金銀、經營、傾城、輕重、形骸、權威、賢人、光陰、後悔、功臣、故鄉、年號、國家、國王、國土、國威、虎口、骨髓、骨肉、紅粉、雞鳴、夫婦、父子、天罰、天子、天地、元氣、學校、娛樂、萬國、主人、貴賤、感激、疲弊等（佐藤喜代治《漢語漢字之研究》明治書院，1998年）。

## 評價
- 苏轼《题文选》批评《文选》“编次无法，去取失当……乃小儿强作解事者也”。
- 张戒《岁寒堂诗话》认为“所失虽多”，但所得亦“不少”。

## 外語譯本
英語
- Knechtges, David R. (康達維), , 普林斯頓: 普林斯頓大學出版社, 1982.
- ————, , 普林斯頓: 普林斯頓大學出版社, 1982.
- ————, , 普林斯頓: 普林斯頓大學出版社, 1982.

法語
- Margouliès, Georges, , Paris 巴黎: Paul Geuthner, 1926.

德語
- von Zach, Erwin, Fang, Ilse Martin , 编, , Cambridge, Mass.: 哈佛燕京學院, 哈佛大學出版社, 1958.

日語
- Uchida, Sennosuke 內田泉之助; Ami, Yuji 網祐次, , 東京: Meiji shoin 明治書院　, 1963–64.
- Obi, Kōichi 小尾郊一; Hanabusa, Hideki 花房英樹, , 東京: Shūeisha 集英社, 1974–76.
- Nakajima, Chiaki 中島千秋, , 東京: Meiji shoin 明治書院　, 1977.

## 延伸阅读
[在维基数据编辑]
 在维基文库阅读本作品原文（ 在维基共享资源阅览影像）
 《欽定古今圖書集成·理學彙編·經籍典·文選部》，出自陈梦雷《古今圖書集成》

## 外部連結
- 國學网《昭明文選》研究 （页面存档备份，存于）
- 國學网《昭明文選》 （页面存档备份，存于）
- 中华文化网《文學名著》
- 清水凯夫：〈从全部收录作品的统计上看《文选》的基本特征 （页面存档备份，存于）〉。
- 清水凯夫：〈《文选》编辑的周围 （页面存档备份，存于）〉。
- 清水凯夫：〈关于李善注的二三个疑问点 （页面存档备份，存于）〉。
- 佐藤正光：〈《文选》李善注“善日言”的解释和五臣注以及现代注释之间的关联 （页面存档备份，存于）〉。